# Alphonse Guépin
Pour les articles homonymes, voir Alphonse Guepin et Alphonse Guépin (bénédictin).
Alphonse Guépin, né le 17 février 1808 à Uzel (Côtes-du-Nord) et mort le 8 décembre 1878 à Saint-Brieuc (Côtes-du-Nord), est un architecte français.

## Biographie
En 1850, il est architecte en chef du département des Côtes-du-Nord (aujourd'hui Côtes-d'Armor) et de la ville de Saint-Brieuc : Il conserve ses fonctions jusqu'en 1878. En 1850, il est, en outre, conservateur des édifices diocésains de Vannes et de Saint-Brieuc, successeur de Louis Lorin (1781-1846). Il est remplacé en 1856. Il a été aussi architecte du dépôt d'étalons de Lamballe, de 1848 à 1859.
À Saint-Brieuc, il a construit le grand séminaire, rue de la gare, aujourd'hui détruit, le lycée des Cordeliers, aujourd'hui Anatole Le Braz et le Palais de justice, inauguré le 12 avril 1863.
Il a eu un fils prénommé Alphonse Marie François (1852-1917) qui fut élève de l'école des beaux-arts et de Honoré Daumet ainsi qu'inspecteur des édifices diocésains de Saint-Brieuc avant 1879.
Alphonse Guépin était également le neveu du député Victor Guépin et le cousin germain du médecin, homme politique et écrivain Ange Guépin.
Il est inhumé au cimetière Saint-Michel de Saint-Brieuc.

## Ses œuvres
Voici la liste des réalisations d'Alphonse Guépin :

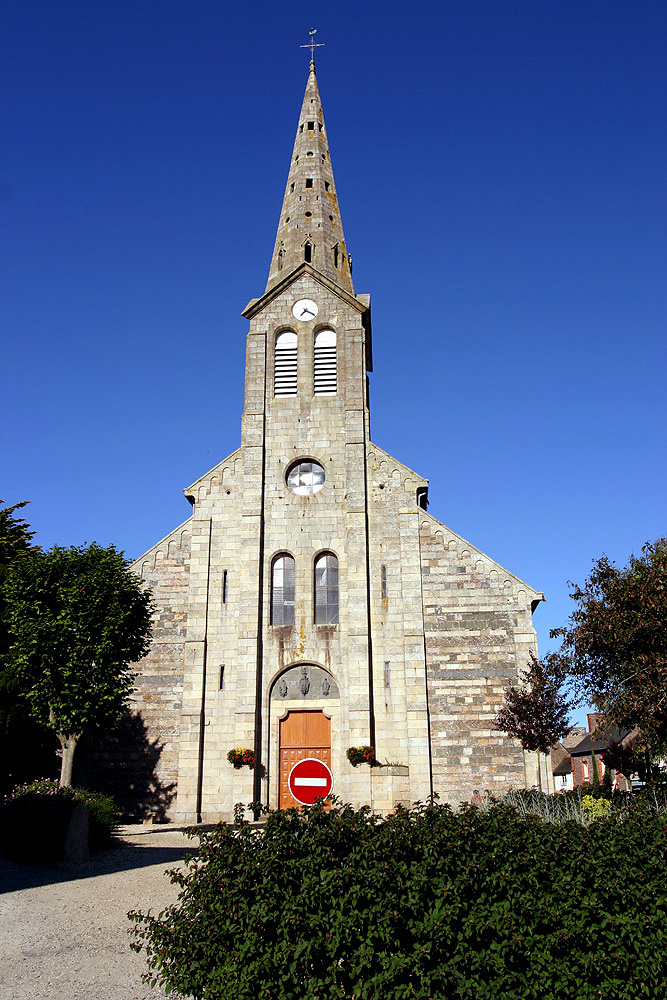
Église Notre Dame du Gavel de Plouézec

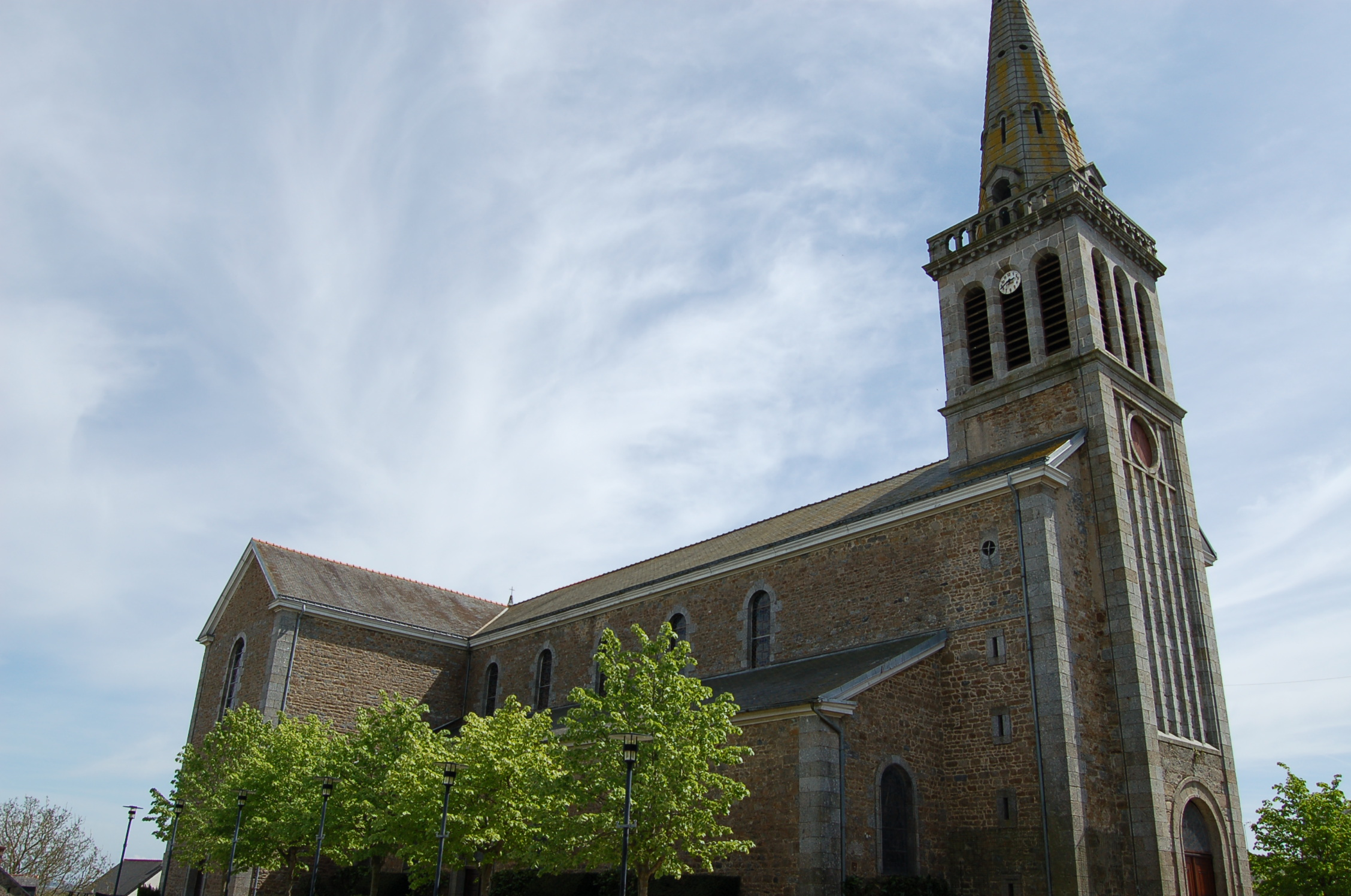
Église de Plédran

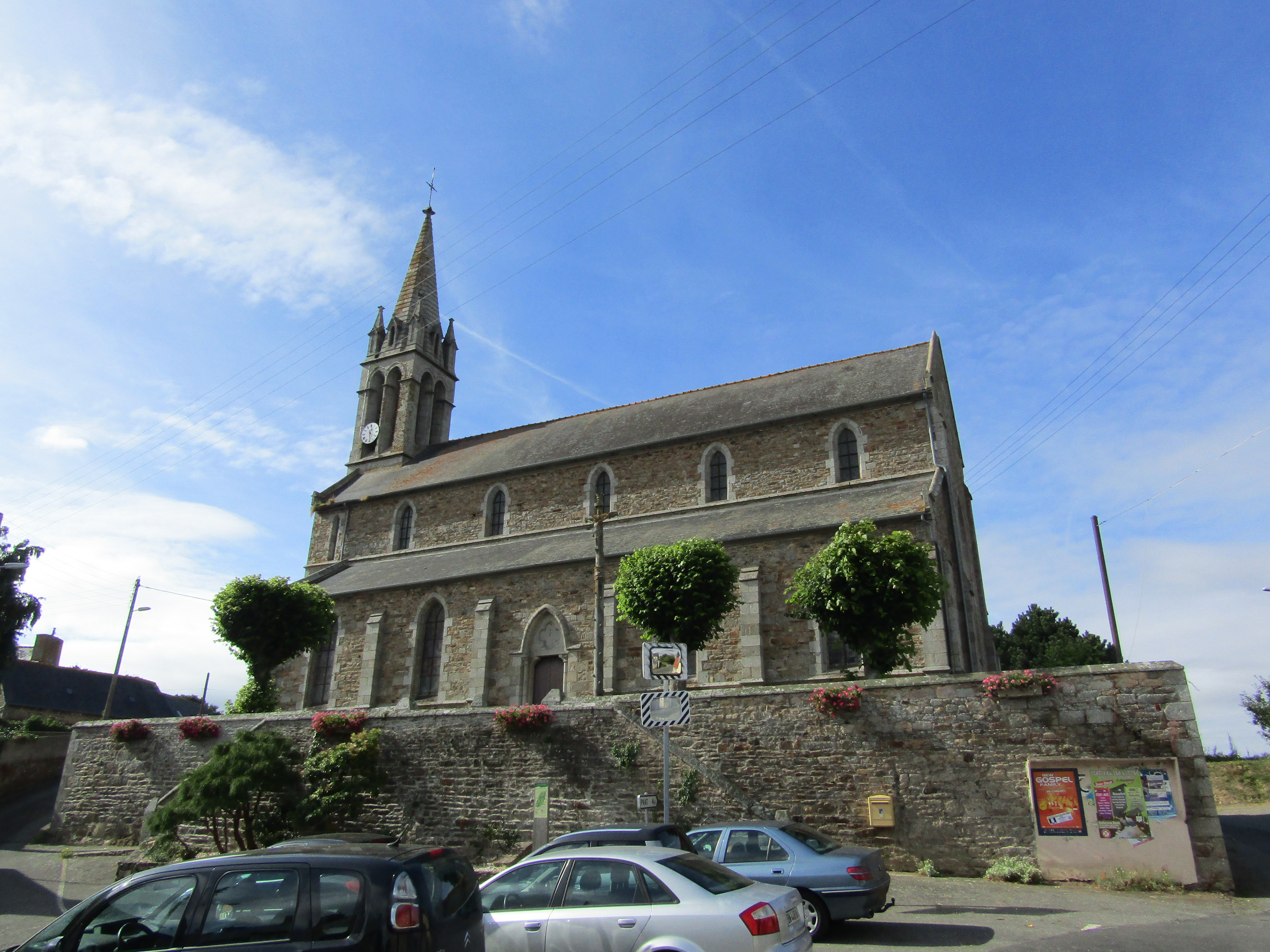
L'église Saint-Rivoal de Trézélan

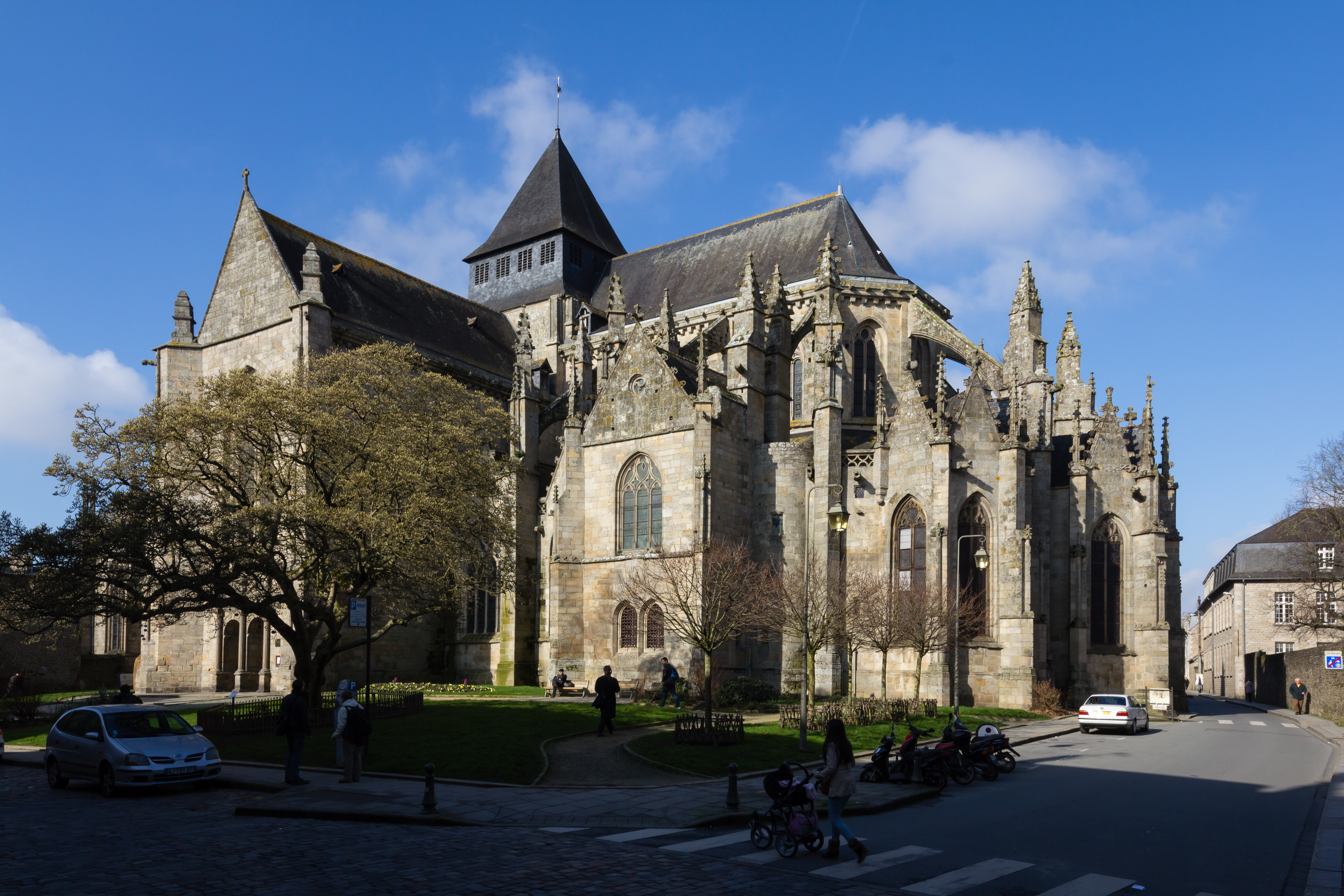
L'église Saint-Malo de Dinan

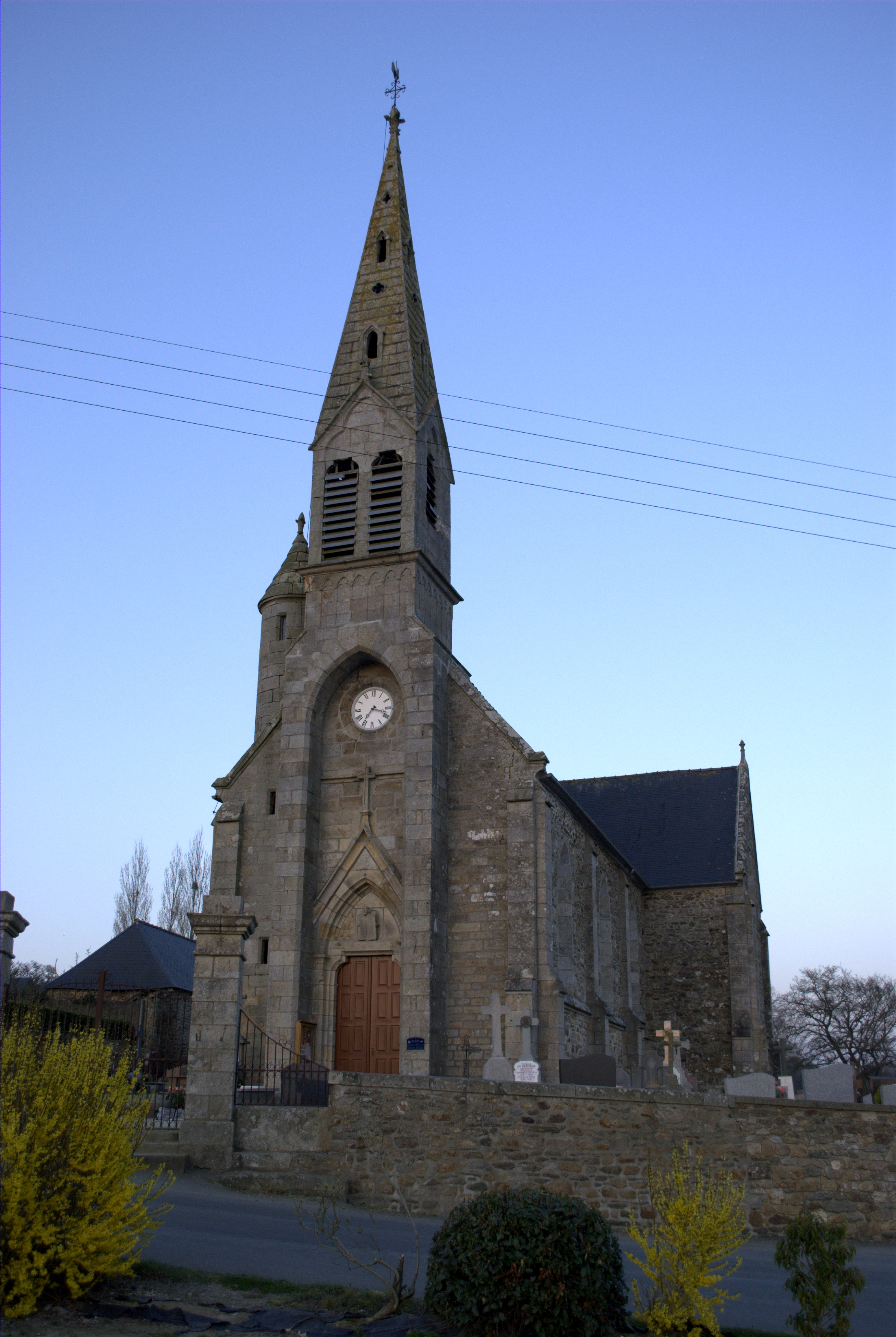
Église Saint-Pierre de Saint-Péver

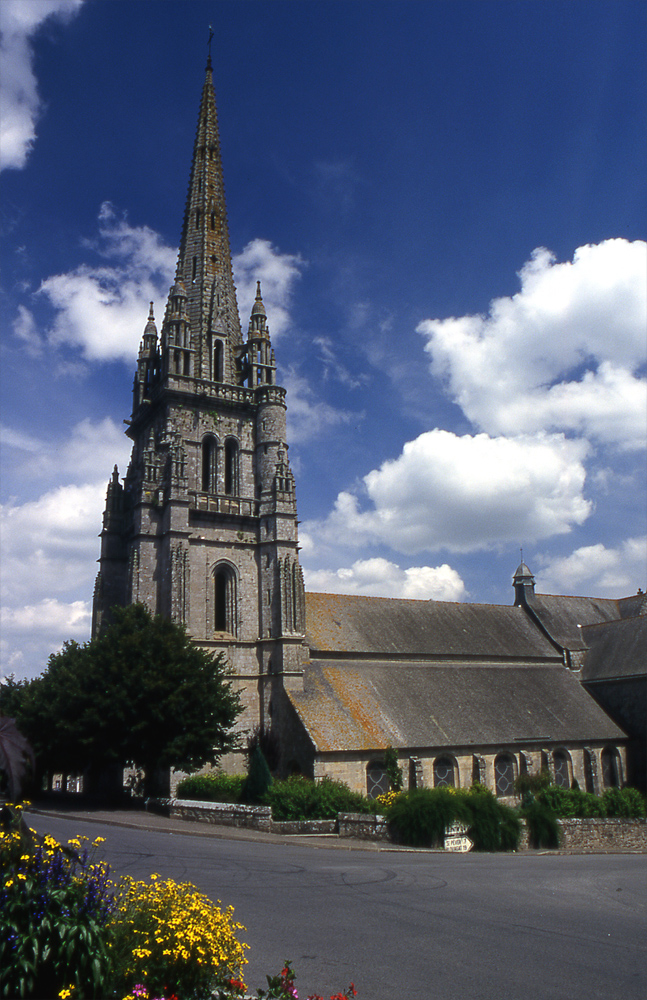
Église Saint-Briac de Bourbriac

| - 1830 : Maison bourgeoise "Ker Ruellan" (du nom d'une famille originaire de Moncontour), située rue du Général-Leclerc à Étables-sur-Mer. En 1913, les propriétaires vendent leur maison à la communauté religieuse St-Vincent-de-Paul d'Aubervilliers. La maison est rebaptisée "colonie Sainte-Geneviève" et sert de lieu de vacances de 1924 à 1985. Elle est acquise en 1986 par la commune qui y installe des activités culturelles et sportives - 1844 : Haut du clocher Saint-Pierre de Plaintel. L'église (1759-1761), œuvre de l'architecte Vaulagé a été restaurée en 1846. Cette église était primitivement dédiée à un saint breton. - 1844 : Ancien séminaire rue de la gare (Saint-Brieuc) ; - 1845-1846 : Église Saint-Pierre de Plessala ; - La première pierre de la nouvelle église est bénie le 1er juin 1845. L'église est bénie le 16 juin 1851. En forme de croix latine, avec bas-côtés, elle renferme un transept et un chœur à chevet de forme polygonale. Elle abrite des fresques d'E. Monfort, peintre de Saint-Brieuc, représentant le pèlerinage de sainte Eutrope et de Notre-Dame du Rosaire - 1847-1848 : Église Paroissiale Saint-Gwénaël de Lescouët-Gouarec ; - 1848 : Église Saint-Jean-Baptiste de La Prénessaye ; - Elle possède à l'ouest une porte du XVe siècle. - 1848 : Église paroissiale Saint-Pierre ou Notre-Dame du Gavel de Plouézec, ; - Les travaux de construction ont commencé en avril 1848. Interrompus dès le mois de décembre par la suite d'un désaccord opposant le conseil de fabrique et le conseil municipal, ils reprirent en août 1850 et s'achevèrent au début de l'année 1851. L'église fut consacrée le 25 octobre 1868 par l'évêque de Saint-Brieuc. - 1849 : Église Saint-Grégoire de Lanrivain ; - 1849 : Lycée des Cordeliers, aujourd'hui Anatole-Le-Braz à Saint-Brieuc ; - Historique : Collège des Cordeliers depuis 1505, il devient École Centrale en 1792 puis collège communal à partir de 1803, école secondaire en 1811, collège royal en 1847, lycée en 1848. Guépin est chargé de la construction d'un bâtiment à trois niveaux avec un étage mansardé et une cour intérieure entourée d'un cloître. Il ouvre ses portes en octobre 1852. En 1863, est ajoutée une grille monumentale sur la rue du 71e Régiment. Il prend le nom de lycée Anatole Le Braz en 1929 et devient collège en 1967. - 1853 : Église de Trébry ; - 1854 : Église de La Poterie ; - 1855 : Église Notre-Dame de Saint-Agathon : - Cet édifice néo-gothique est élevé sur l'emplacement de l'ancienne église tréviale devenue paroissiale après la Révolution. Dédiée à Notre-Dame, elle est construite avec peu de moyens. Certains éléments, telles les accolades et les gargouilles, sont peut-être des remplois. - 1856 : Église de Trégomar ; - 1856 : Église Saint-Pierre et Saint-Paul de Plémy ; - 1856-1861 : Église Saint-Pierre et Saint-Paul de Plédran ; - L'ancienne église de Plédran, qui datait du XVe siècle, était située à l'extrémité nord-est du bois, là ou sainte Osmane, fuyant un fiancé païen, vint chercher un refuge après avoir quitté l'Angleterre, sa patrie. L'église abrite une statue en terre cuite représentant la Vierge et l'Enfant (XVIIIe siècle) - 1856 : Tour de l'église Saint-Pierre de Trédaniel - Une tour est élevée en 1856, dessinée par Guépin, dont le raccord à l'ancien édifice se fait par l'ajout d'une travée avec architrave. Huit degrés sont nécessaires pour compenser l'énorme différence de niveau entre la tour et la nef. - 1857 : Église Saint-Pierre de Plouha - Les derniers vestiges de l'ancienne église ont disparu en 1862, lors de la construction de l'église actuelle. La première pierre est bénie le 27 février 1857 et l'église est consacrée le 8 septembre 1872. - 1857-1863 : Église Notre-Dame de Gomené ; - 1858 : Tour de l'église Saint-Pierre et Saint-Paul de Merléac ; - Restauration Notre-Dame de Lamballe ; | - 1858 : Église Paroissiale Saint-Rivoal (Trézélan) ; - La chapelle abrite une statue de saint Evence (XVIIe siècle), en bois polychrome, ainsi qu'une statue en bois ciré représentant un diable enchaîné (vers 1880). - 1859 : Nef et tour de l'église paroissiale Saint-Arnoult d'Hémonstoir ; - Le bras sud du transept de l'église a été construit en 1582. Le chœur et le bras nord du transept ont été reconstruits en 1780 (porte la date). Nef et clocher ont été reconstruits en 1859 par Guépin. La croix de l'enclos peut dater de la fin du XVIe siècle, elle est protégée au titre MH. La fontaine remploie une niche trilobée ancienne, sans statue - 1859 : Église Saint-Samson de Kérity-Paimpol ; - La bénédiction de la première pierre de l'église eut lieu le 22 mars 1859 et la bénédiction le 18 janvier 1863. La tour ne fut construite qu'en 1890. - 1860 : Chapelle du Collège Anatole-Le-Braz Saint-Brieuc ; - 1860 : Nef de l'église Saint-Malo de Dinan, ; - Église paroissiale de Dinan, gothique, renaissance et néogothique. Vitraux des années 1920. - 1862 : Église de Saint-Gouéno ; - 1862 : Église Saint-Pierre de Saint-Péver ; - L’église est une construction néo-gothique en forme de croix latine, construite entre 1861 et 1865. Il s’agit d’un édifice relativement petit par rapport aux constructions semblables faites à la même époque, avec une nef très étroite et sans bas-côtés. C’est un édifice sans grand caractère architectural surmonté d’un tout petit campanile abritant trois cloches. - 1862 : Église de Saint-Rieul ; - 1863 : Bibliothèque municipale de Saint-Brieuc ; - Créée en 1794, installée en 1801 dans l'ancien couvent des cordeliers, à l'emplacement de l'actuel collège Anatole-Le-Braz, la bibliothèque municipale s'installe au premier étage d'un nouvel édifice terminé en 1863, le rez-de-chaussée étant réservé au musée. - 1863 : Palais de justice de Saint-Brieuc, ; - 1864 : Clocher de l'église de Merdrignac ; - 1866 : Église Notre-Dame des Neiges de Louargat ; - 1867 : Église Saint-Jacques et Saint-Philippe de Plouasne ; - Ensemble de verrières datées 1872 - 1868 : Église de Saint-Clet - 1869 : Église paroissiale Notre-Dame de Plouguiel - L'église a été construite à partir du 25 août 1869 par l'entrepreneur Louis Kerguenou d'après les plans et devis dressés par Guépin. La bénédiction de la première pierre a eu lieu le 22 septembre 1869, celle de l'édifice le dimanche de la Pentecôte 1871. Sa consécration a eu lieu le 5 octobre 1873 (d'après René Couffon). - 1869 : Flèche de la tour de l'Église Saint-Briac de Bourbriac ; - L'église comporte des éléments de différentes époques : crypte romane du XIe siècle, autres parties romanes du XIIe siècle, porche nord du XVIe siècle, porche ouest de 1535, orgue de 1989 - 1869 : Église Saint-Ronan de Laurenan ; - L'église remplace un édifice du XVe siècle. La première pierre est posée le 24 juin 1869. L'église est bénie le 30 avril 1872 et consacrée le 29 mai 1881. Elle abrite une statue en bois polychrome de Notre-Dame de la Couronnée (XVIIe siècle) qui aurait été offerte, selon la tradition, par Louis XIII et Anne d'Autriche, son épouse - 1870 : Église de Quemper-Guézennec ; - 1873 : Église paroissiale Saint-Pierre de Plumieux ; - Église construite de 1873 à 1912; Travaux commencés en 1873 par l'entrepreneur M. Renaudiere et achevés par l'entrepreneur M. Kerléau après résiliation des marchés passés avec M. Renaudiere en 1880 ; Clocher achevé en 1912 (porte la date) par Kerléau - 1877 : Reconstruction église Saint-Louis de Meslin-Trégenestre frappée par la foudre le 9 mai 1874. |

## Le Palais de justice de Saint-Brieuc
Œuvre capitale de Guépin.

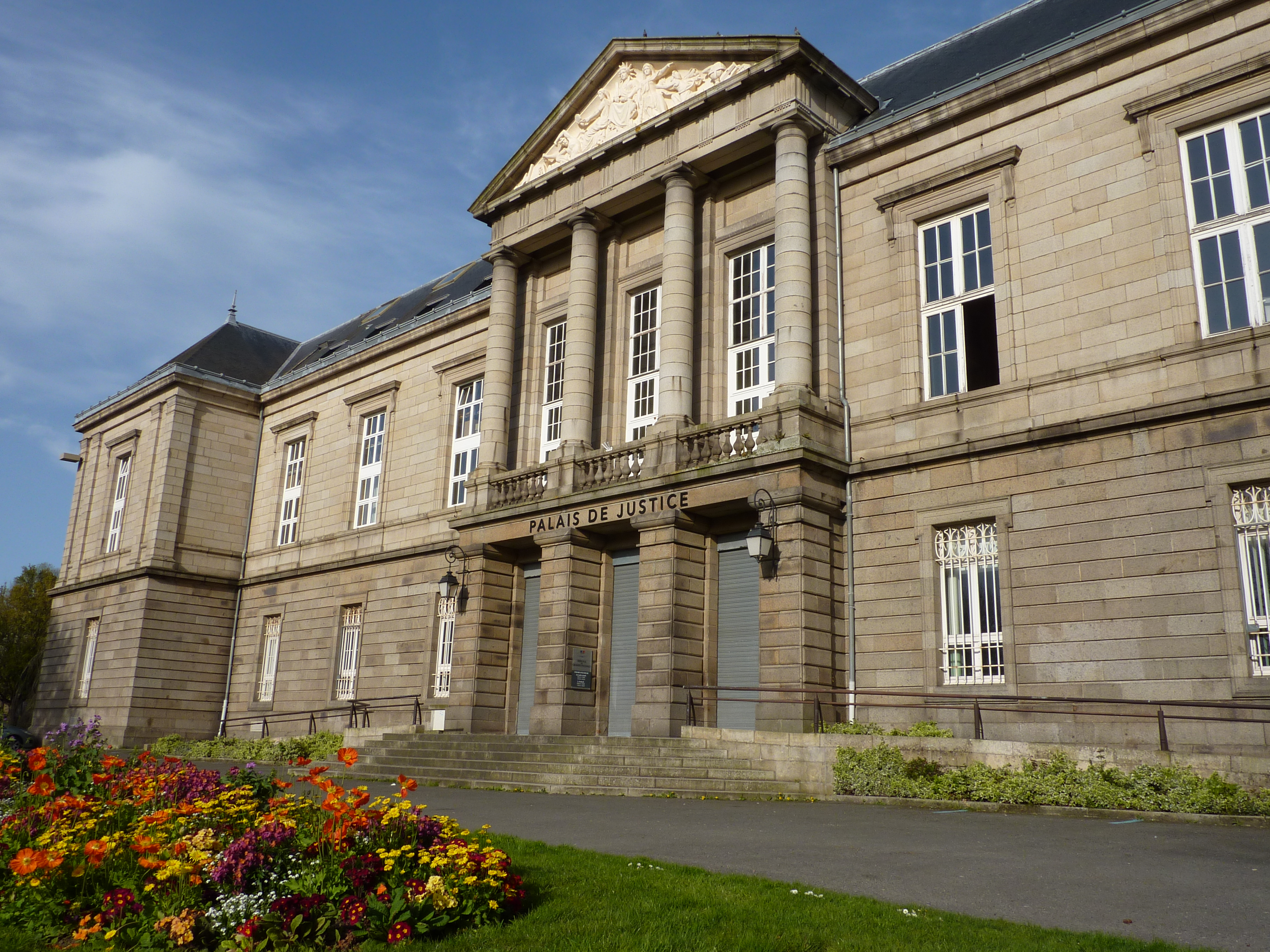
Le tribunal de St-Brieuc en 2015

Avant sa construction, dont l'inauguration a eu lieu le 12 avril 1863, le tribunal était établi dans la chapelle conventuelle des bénédictines du Calvaire, construite en 1626. Une partie des bâtiments sert alors de bureaux aux hommes de loi, le reste est occupé par une manutention militaire. Les services judiciaires en prennent possession en 1864.
Le 20 décembre 1975, une explosion détruit le Palais de justice. L'attentat est attribué à l'armée révolutionnaire bretonne.

### Le parc
Vers 1865, le parc des promenades, jardin public qui entoure le tribunal, est dessiné par Jean-Pierre Barillet-Deschamps, Jardinier en chef du Service des Promenades et Plantations de la Ville de Paris, adjoint du baron Haussmann.
À quelques mètres du Palais de justice, dans ce parc, un buste y a été installé, il s'agit du buste de Auguste de Villiers de L'Isle-Adam, né à Saint-Brieuc en 1838.